# Фіно-волзькі мови

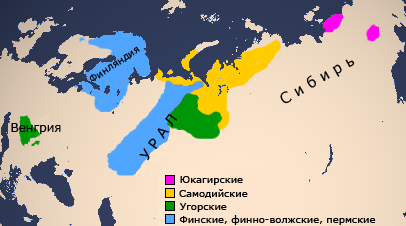
Юкагірські
Самодійські
Угорські
Фіно-волзькі й Пермські

Фіно-во́лзькі мови — група мов, розповсюджених у Росії, Фінляндії, Естонії і інших країнах. Входять до складу Угрофінських мов уральської мовної сім'ї.
До фіно-волзьких мов відносяться:
- марійська підгрупа
  - гірськомарійська мова (західна)
  - луково-східна марійська мова
- мордовська підгрупа
  - ерзянська мова
  - мокшанська мова
- Фіно-волзькі мови, точне місце яких в класифікації не визначено:
  - муромська мова (мертва)
  - мерянська мова (мертва)
  - мещерська мова (мертва)
- прибалтійсько-фінська підгрупа (фінська)
  - фінська мова
  - іжорська мова
  - карельська мова
  - вепська мова
  - водська мова
  - північноестонська мова (власне естонська)
  - Південноестонська мова
  - лівська мова — північна Латвія